# Font gòtica de Blanes
Font gòtica de Blanes és una font situada al carrer Ample del municipi de Blanes (Selva). És la font més ben conservada de l'arquitectura gòtica catalana. És una obra inclosa en l'Inventari del Patrimoni Arquitectònic de Catalunya.

## Descripció
Es tracta d'una font de planta octogonal, confeccionada a tres nivells: inferior (sobre el que descansa la piscina); central (on hi ha els brolladors) i superior, el qual està adornat amb motius animals, medallons o clipeus heràldics de la nissaga dels Cabrera, un teler en relleu i disposa d'un coronament extremadament ric, materialitzat en una cornisa esculpida delicadament, que conté gàrgoles que combinen temàtica animal i humana – treballades amb encert i ben definides amb desimboltura, estil i precisió- i una traceria gòtica d'ornament de tall vegetal, amb pinacles – ben perfilats i estilitzats i que al·ludeixen a la façana d'un temple- en els vuit punts cardinals de l'octògon. Al capdamunt, hi ha la coberta de tipologia piramidal octogonal, coronada amb la disposició de la figura d'un Àngel, el qual, tot i que es troba bastant mutilat – ja que li manquen els braços i mans-, ha sigut hàbilment reproduït.

## Història
La comtessa Violant de Prades, filla del comte de Prades i esposa de Bernat V de Cabrera, va fer llargues estades a Blanes. Durant el govern de la comtessa la vila va experimentar un gran desenvolupament i progrés. En aquest context, cal situar les obres de reforçament de les muralles amb torres de defensa en llurs angles, una de les restes de les quals és el portal de la Verge Maria. El 1438 la comtessa va manar construir la font Gòtica, que encara avui es pot admirar. La construcció de la font va ser una resposta a una situació d'insalubritat que, fins i tot, havia pogut provocar algun tipus d'epidèmia entre els blanencs de la baixa edat mitjana. A causa de la disposició d'un teler en la font, fa pensar que en la construcció de la font va participar-hi el gremi tèxtil local, i és que durant l'edat mitjana abundaven els blanencs dedicats a cardar, filar, teixir i acolorir la llana. El 17 d'agost de 1922 es constitueix un patronat per fer-se càrrec de la seva conservació, el qual tindrà completa autonomia i procurarà adquirir diners per a la conservació del monument. Van ser designats l'alcalde Josep Costas, en representació del consistori, i Pasqual Boada, Josep Roig i Raventós, Vicens Coma i Soley, Joan Valentí i Feliu i Joan Alemany, i com assessor tècnic Isidre Puig i Boada.